# Biervliet

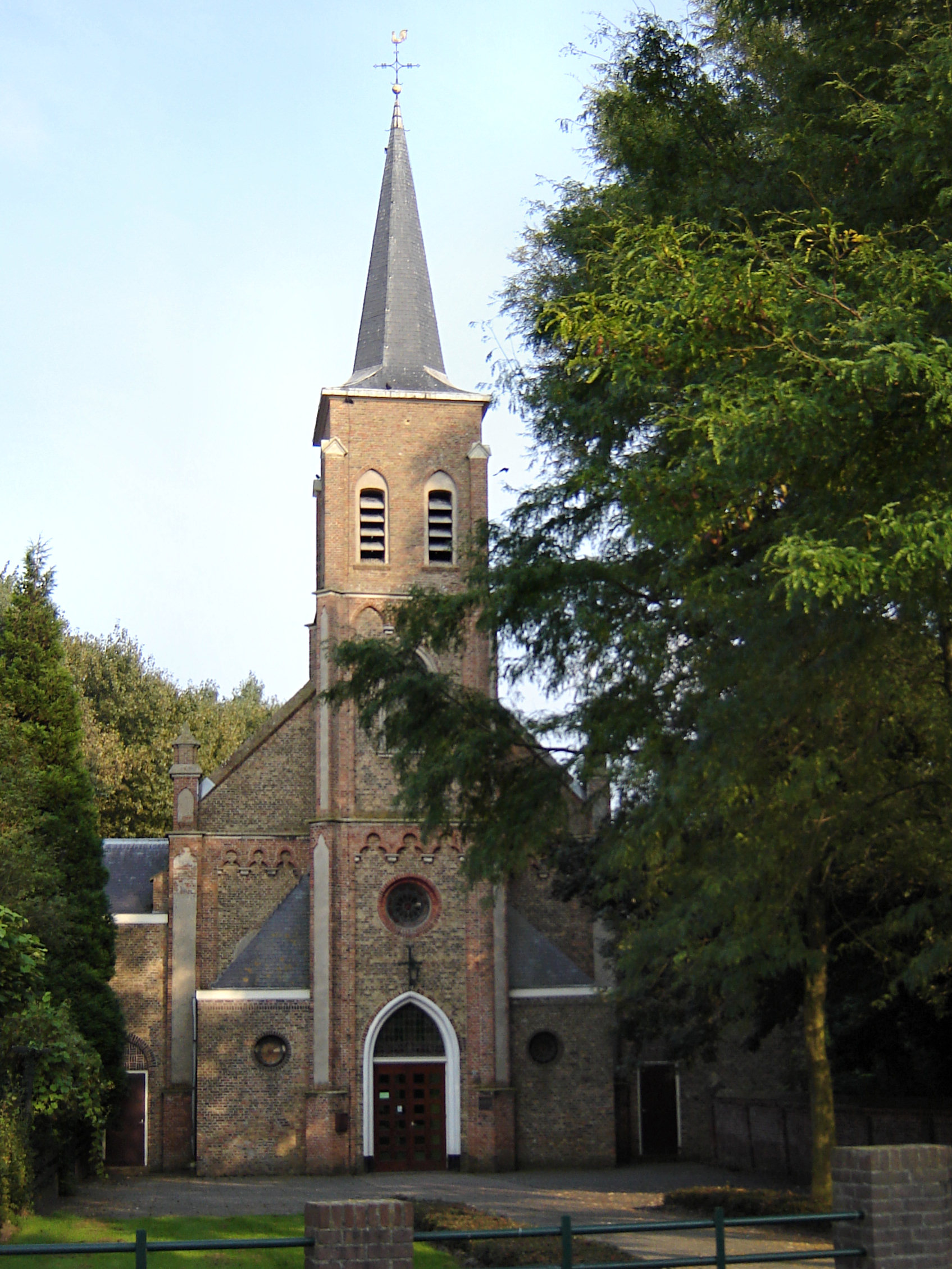
Kościół w Biervliet

Biervliet – miasteczko w holenderskiej prowincji Zelandia, w gminie Terneuzen. Leży 16 km na południe od Vlissingen.
Biervliet otrzymało prawa miejskie w 1183. Początkowo była to wioska rybacka. Przed 1970 rokiem było osobną gminą.

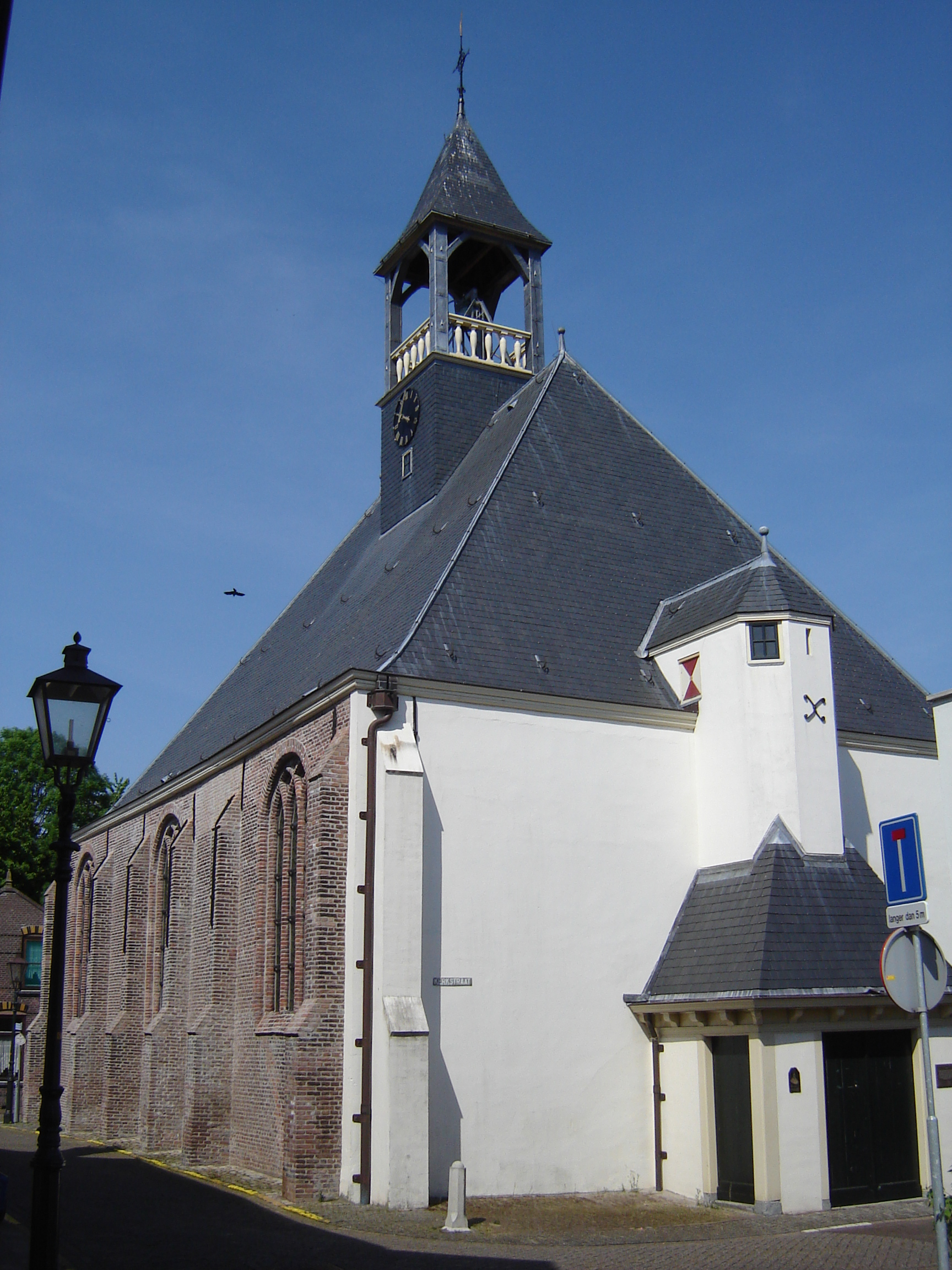
Kościół kalwiński w Biervliet